# Торчец Лудбрешки
Торчец Лудбрешки је бивше насељено место у саставу Града Лудбрега, до нове територијалне организације у саставу бивше општине Лудбрег, у Вараждинској жупанији, Хрватска. На попису становништва 1991. године насеље је укинуто и припојено насељу Чуковец.

## Становништво

### Број становника по пописима
| Националност   | 2001. | 1991. | 1981. | 1971. | 1961. | 1953. | 1948. | 1931. | 1921. | 1910. | 1900. | 1890. | 1880. | 1869. | 1857. |
| бр. становника | 0     | 0     | 0     | 104   | 121   | 108   | 121   | 127   | 134   | 130   | 131   | 159   | 107   | 146   | 115   |

- напомене:

У 1857. исказано под именом Торчец Горњи, а од 1869. до 1900. под именом Торчец. Види напомену под Чуковец.

### Национални састав
| Националност       | 1981.       | 1971.       | 1961.       |
| Хрвати             | 71 (62,83%) | 68 (65,38%) | 74 (61,15%) |
| Срби               | 16 (14,15%) | 36 (34,61%) | 47 (38,84%) |
| Југословени        | 20 (17,69%) | 0           | 0           |
| остали и непознато | 6 (5,30%)   | 0           | 0           |
| Укупно             | 113         | 104         | 121         |

За остале пописе погледати под Чуковец.